# Сантюль III д’Астарак
Сантюль III (фр. Centulle III d’Astarac; ок. 1245 — ок. 1301) — граф Астарака с 1291 по 1294 год. Сын Бернара IV.
Был женат на Ассалиде д’Альбре (ум. 1286), дочери Аманьё V д’Альбре и Маты де Бордо, вдове Везиана, виконта де Ломань. Свадьба состоялась 6 мая 1278 года. Сыновья:
- Бернар V (1279—1326), граф Астарака,
- Боэмон I (1281—1317), сеньор де Совтер.

В 1291 году после смерти отца Сантюль III унаследовал графство Астарак (его младший брат Арно получил сеньорию Мезама).
Вскоре после начала правления был вынужден признать власть аббатов Симорры в одноименном городе. Также территория графства Астарак уменьшилась за счёт того, что сеньории Совтер, Гожак и Сабайлан перешли под непосредственный вассалитет французских королей (как тулузских графов).
В 1294 году Сантюль III женил своего старшего сына Бернара на Мате де Фуа — дочери Роже-Бернара, графа де Фуа. В том же году 31 октября он передал сыну управление графством в обмен на ежегодную пенсию в 2000 ливров турнуа (также в его пожизненном владении остались Мирамон, Лабежан, Гренадетта, Кастильон и Сен-Жан-де-Комталь).
Сантюль III умер около 1301 года.